# Шемонаїхинський район
Шемонаї́хинський район (каз. Шемонаиха ауданы, рос. Шемонаихинский район) — адміністративна одиниця у складі Східноказахстанської області Казахстану. Адміністративний центр — місто Шемонаїха.

## Населення
Населення — 42449 осіб (2021; 49202 у 2009, 57815 у 1999, 67555 у 1989).

## Склад
До складу району входять 8 сільських округів, 1 міська та 2 селищні адміністрації:
| Поселення                            | Площа, км² | Населення, осіб (1989) | Населення, осіб (1999) | Населення, осіб (2009) | Населення, осіб (2021) | Центр            | Населені пункти |
| ------------------------------------ | ---------- | ---------------------- | ---------------------- | ---------------------- | ---------------------- | ---------------- | --------------- |
| Шемонаїхинська міська адміністрація  | -          | 23607                  | 19924                  | 19127                  | 18448                  | Шемонаїха        | 1               |
| Первомайська селищна адміністрація   | -          | 13710                  | 8874                   | 5709                   | 4470                   | Первомайський    | 3               |
| Усть-Таловська селищна адміністрація | -          | 7077                   | 6933                   | 6391                   | 5730                   | Усть-Таловка     | 4               |
| Вавілонський сільський округ         | -          | 3216                   | 3126                   | 2982                   | 2452                   | Комишинка        | 5               |
| Верх-Убинський сільський округ       | -          | 3119                   | 3281                   | 2349                   | 1764                   | Верх-Уба         | 1               |
| Видріхинський сільський округ        | -          | 2952                   | 3190                   | 2589                   | 2021                   | Видріха          | 2               |
| Волчанський сільський округ          | -          | 3323                   | 3126                   | 2174                   | 1594                   | Волчанка         | 5               |
| Зевакінський сільський округ         | -          | 3008                   | 2952                   | 2339                   | 1758                   | Зевакіно         | 3               |
| Каменевський сільський округ         | -          | 3621                   | 3096                   | 2495                   | 1905                   | Розсипне         | 5               |
| Октябрський сільський округ          | -          | 2131                   | 1858                   | 1494                   | 1227                   | Октябрське       | 2               |
| Разінський сільський округ           | -          | 1791                   | 1654                   | 1553                   | 1080                   | Красна Шемонаїха | 3               |

## Найбільші населені пункти
| № | Населений пункт | Населення, осіб (1989) | Населення, осіб (1999) | Населення, осіб (2009) | Населення, осіб (2021) |
| - | --------------- | ---------------------- | ---------------------- | ---------------------- | ---------------------- |
| 1 | Шемонаїха       | 23607                  | 19924                  | 19127                  | 18448                  |
| 2 | Усть-Таловка    | 6249                   | 6081                   | 5771                   | 4756                   |
| 3 | Первомайський   | 12402                  | 7693                   | 4597                   | 3849                   |
| 4 | Видріха         | 2572                   | 2914                   | 2378                   | 1885                   |
| 5 | Верх-Уба        | 3008                   | 3174                   | 2315                   | 1764                   |
| 6 | Зевакіно        | 1131                   | 1645                   | 1336                   | 1095                   |
| 7 | Комишинка       | 1097                   | 1166                   | 1129                   | 1081                   |